# Martín Perafán
Pablo Martín Perafán (La Plata, Provincia de Buenos Aires, Argentina; 31 de enero de 1987) es un futbolista argentino. Juega como arquero y su primer equipo fue Villa San Carlos. Actualmente milita en Villa Dálmine de la Primera B.

## Trayectoria

### Sus inicios
Martín Perafán hizo inferiores en Gimnasia y Esgrima La Plata pero fue dejado en libertad de acción antes de tener alguna chance de debutar en Primera.

### Villa San Carlos
Llegó al club de Berisso con 21 años y debutó como profesional el 1 de diciembre de 2007 en la victoria por 2 a 1 sobre Cañuelas. Jugó 20 partidos en el club.

### El Porvenir
Llega a El Porvenir en 2008 y es titular en los 20 partidos que se juegan en el año. Debutó el 2 de agosto en el empate a 0 contra Sacachispas.

### 2 de Mayo
En 2009 le llegó la posibilidad de jugar en el exterior, y Perafán se convirtió en refuerzo de 2 de Mayo, equipo de la Primera División de Paraguay. En el club guaraní jugó 9 partidos y quedó libre a los 6 meses.

### Defensa y Justicia
Para la temporada 2009-10, Perafán se convirtió en jugador de Defensa y Justicia, equipo de la Primera B Nacional. Debutó el 3 de abril de 2010, en la derrota 2-1 contra Quilmes. Durante este torneo jugó un total de 9 partidos.
En la segunda temporada tuvo más protagonismo y fue titular en casi todo el campeonato, participando en 35 encuentros. El equipo terminó en la posición 17 con 43 puntos.
Ya en la tercera temporada Perafán logró jugar en 37 partidos y además convirtió un gol de penal en la victoria 4-2 sobre Huracán.

### Unión de Santa Fe
Perafán llegó a Unión de Santa Fe en 2012 tras una gran campaña con Defensa y Justicia. Debutó el 31 de agosto en la derrota 3-1 ante All Boys. Jugó 16 partidos en su etapa con el Tatengue.

### Vélez Sarsfield
A pesar del descenso de Unión de Santa Fe, Perafán fue contratado por Vélez Sarsfield en 2013. No tuvo la posibilidad de tener minutos y solo estuvo en el banco en 4 ocasiones.

### Douglas Haig
Su fallido paso por el Fortín hizo que Perafán vuelva a la segunda categoría, esta vez con la camiseta de Douglas Haig. Debutó con el Fogonero el 10 de agosto de 2014 en la derrota 2-0 frente a San Martín de San Juan. Jugó casi toda la parte del torneo como titular.
En su segunda temporada disputó 39 partidos con el club de Pergamino, en un campeonato dónde el club terminó octavo.

### Juventud Unida Universitario
Después de su gran año, Perafán viajó hacia San Luis para ser el arquero de Juventud Unida Universitario. Jugó 20 partidos en total y sufrió el descenso del club al Torneo Federal A.

### Regreso a Douglas Haig
Después de sus seis meses en San Luis, Perafán volvió a Douglas Haig. Jugó 19 partidos durante todo 2016 y no disputó minutos en 2017.

### Villa Dálmine
Al no tener continuidad, en 2017 Martín Perafán reforzó el arco de Villa Dálmine. Debutó el 16 de septiembre en la victoria 2-0 sobre Boca Unidos. Fue titular en todos los partidos del campeonato.

### Mitre de Santiago del Estero
Su buen paso por el club de Campana hizo que se convierta en jugador de Mitre de Santiago del Estero. Su primer partido ocurrió el 2 de septiembre de 2018 en la victoria por 2-0 sobre Gimnasia y Esgrima de Mendoza. Jugó 23 partidos, siendo titular en la mayoría del torneo.

### Agropecuario
Llegó a Agropecuario en 2019. Se estrenó en el arco del Sojero el 18 de agosto en la victoria sobre Alvarado por 2-1. El 25 de septiembre fue expulsado por pechear al árbitro y se lo sancionó por 10 fechas.

### Curicó Unido
El 2 de marzo de 2021 es confirmado oficialmente como nuevo refuerzo de Curicó Unido de Chile. En el Albirrojo disputó 14 encuentros.

### Quilmes
El 7 de enero de 2022, Perafán se convirtió en refuerzo de Quilmes, equipo de la Primera Nacional.

## Clubes
- Actualizado al 16 de agosto de 2025

| Club                         | Div.                | Temporada           | Liga  | Liga  | Copa nacional | Copa nacional | Copa internacional | Copa internacional | Total | Total |
| Club                         | Div.                | Temporada           | Part. | Goles | Part.         | Goles         | Part.              | Goles              | Part. | Goles |
| ---------------------------- | ------------------- | ------------------- | ----- | ----- | ------------- | ------------- | ------------------ | ------------------ | ----- | ----- |
| Villa San Carlos Argentina   | 4.ª                 | 2007/08             | 20    | -15   | —             | —             | —                  | —                  | 20    | -15   |
| Villa San Carlos Argentina   | Total               | Total               | 20    | -15   | 0             | 0             | 0                  | 0                  | 20    | -15   |
| El Porvenir Argentina        | 4.ª                 | 2008/09             | 20    | -19   | —             | —             | —                  | —                  | 20    | -19   |
| El Porvenir Argentina        | Total               | Total               | 20    | -19   | 0             | 0             | 0                  | 0                  | 20    | -19   |
| 2 de Mayo Paraguay           | 1.ª                 | 2009                | 9     | -14   | —             | —             | —                  | —                  | 9     | -14   |
| 2 de Mayo Paraguay           | Total               | Total               | 9     | -14   | 0             | 0             | 0                  | 0                  | 9     | -14   |
| Defensa y Justicia Argentina | 2.ª                 | 2009/10             | 9     | -7    | —             | —             | —                  | —                  | 9     | -7    |
| Defensa y Justicia Argentina | 2.ª                 | 2010/11             | 35    | -39   | —             | —             | —                  | —                  | 35    | -39   |
| Defensa y Justicia Argentina | 2.ª                 | 2011/12             | 37    | -49   | —             | —             | —                  | —                  | 37    | -49   |
| Defensa y Justicia Argentina | Total               | Total               | 81    | -95   | 0             | 0             | 0                  | 0                  | 81    | -95   |
| Unión Argentina              | 1.ª                 | 2012/13             | 16    | -29   | —             | —             | —                  | —                  | 16    | -29   |
| Unión Argentina              | Total               | Total               | 16    | -29   | 0             | 0             | 0                  | 0                  | 16    | -29   |
| Vélez Argentina              | 1.ª                 | 2013/14             | 0     | 0     | —             | —             | —                  | —                  | 0     | 0     |
| Vélez Argentina              | Total               | Total               | 0     | 0     | 0             | 0             | 0                  | 0                  | 0     | 0     |
| Douglas Haig Argentina       | 2.ª                 | 2014                | 16    | -16   | 1             | -3            | —                  | —                  | 17    | -19   |
| Douglas Haig Argentina       | 2.ª                 | 2015                | 39    | -42   | 1             | -2            | —                  | —                  | 40    | -44   |
| Douglas Haig Argentina       | 2.ª                 | 2016/17             | 19    | -19   | 1             | -3            | —                  | —                  | 20    | -22   |
| Douglas Haig Argentina       | Total               | Total               | 74    | -77   | 3             | -8            | 0                  | 0                  | 77    | -85   |
| Juv. Unida (SL) Argentina    | 2.ª                 | 2016                | 20    | -21   | 2             | -2            | —                  | —                  | 22    | -23   |
| Juv. Unida (SL) Argentina    | Total               | Total               | 20    | -21   | 2             | -2            | 0                  | 0                  | 22    | -23   |
| Villa Dálmine Argentina      | 2.ª                 | 2017/18             | 25    | -20   | —             | —             | —                  | —                  | 25    | -20   |
| Villa Dálmine Argentina      | 3.ª                 | 2024                | 23    | -19   | —             | —             | —                  | —                  | 23    | -19   |
| Villa Dálmine Argentina      | 3.ª                 | 2025                | 28    | -29   | —             | —             | —                  | —                  | 28    | -29   |
| Villa Dálmine Argentina      | Total               | Total               | 76    | -68   | 0             | 0             | 0                  | 0                  | 76    | -68   |
| Mitre (SdE) Argentina        | 2.ª                 | 2018/19             | 23    | -30   | —             | —             | —                  | —                  | 23    | -30   |
| Mitre (SdE) Argentina        | Total               | Total               | 23    | -30   | 0             | 0             | 0                  | 0                  | 23    | -30   |
| Agropecuario Argentina       | 2.ª                 | 2019/20             | 12    | -10   | —             | —             | —                  | —                  | 12    | -10   |
| Agropecuario Argentina       | 2.ª                 | 2020                | 8     | -12   | —             | —             | —                  | —                  | 8     | -12   |
| Agropecuario Argentina       | Total               | Total               | 20    | -22   | 0             | 0             | 0                  | 0                  | 20    | -22   |
| Curicó Unido · Chile         | 1.ª                 | 2021                | 14    | -23   | —             | —             | —                  | —                  | 14    | -23   |
| Curicó Unido · Chile         | Total               | Total               | 14    | -23   | 0             | 0             | 0                  | 0                  | 14    | -23   |
| Quilmes Argentina            | 2.ª                 | 2022                | 8     | -9    | —             | —             | —                  | —                  | 8     | -9    |
| Quilmes Argentina            | Total               | Total               | 8     | -9    | 0             | 0             | 0                  | 0                  | 8     | -9    |
| Brown (PM) Argentina         | 2.ª                 | 2022                | 17    | -25   | —             | —             | —                  | —                  | 17    | -25   |
| Brown (PM) Argentina         | Total               | Total               | 17    | -25   | 0             | 0             | 0                  | 0                  | 17    | -25   |
| Flandria Argentina           | 2.ª                 | 2023                | 35    | -52   | —             | —             | —                  | —                  | 35    | -52   |
| Flandria Argentina           | Total               | Total               | 35    | -52   | 0             | 0             | 0                  | 0                  | 35    | -52   |
| Total en su carrera          | Total en su carrera | Total en su carrera | 432   | -499  | 5             | -10           | 0                  | 0                  | 437   | -509  |

## Palmarés

### Campeonatos nacionales
| Título              | Club            | País      | Año  |
| ------------------- | --------------- | --------- | ---- |
| Supercopa Argentina | Vélez Sarsfield | Argentina | 2013 |